# Jezioro Miejskie (Pojezierze Północnokrajeńskie)
Jezioro Miejskie – jezioro rynnowe w Polsce, położone w województwie pomorskim, w powiecie człuchowskim, w granicach administracyjnych Człuchowa, na obszarze Pojezierza Północnokrajeńskiego. 

## Charakterystyka
Wzdłuż wschodniego brzegu jeziora przebiega trasa zawieszonej obecnie linii kolejowej Człuchów-Polnica. W pobliżu północnego brzegu jeziora znajduje się obszar ochronny "Mokradła nad Jeziorem Łazienkowskim".

## Dane morfometryczne
Powierzchnia zwierciadła wody według różnych źródeł wynosi od 36,2 ha
lub jest liczone łącznie z Jeziorem Miejskim Małymi wtedy powierzchnia połączonych zbiorników wynosi od 53,5 ha do 57,7 ha. do ha.
Zwierciadło wody położone jest na wysokości 157,3 m n.p.m. lub 158,0 m n.p.m. Średnia głębokość jeziora wynosi 7,0 m lub 10,2 m, natomiast głębokość maksymalna 20,5 m.
W oparciu o badania przeprowadzone w 1997 roku wody jeziora zaliczono do wód pozaklasowych.

## Hydronimia
Według urzędowego spisu opracowanego przez Komisję Nazw Miejscowości i Obiektów Fizjograficznych (KNMiOF) nazwa tego jeziora to Jezioro Miejskie. W różnych publikacjach i na mapach topograficznych jezioro to występuje pod nazwą Miejskie Duże, Człuchowskie Małe lub Łazienkowskie.